# Liste des ministres français de la Maison du roi
Le secrétaire d'État à la Maison du roi (également appelé ministre de la maison du roi) est, sous la monarchie, le responsable ministériel du département de la Maison du Roi.

## Ancien Régime
Le secrétaire d'État à la Maison du roi a la haute responsabilité de la Maison du roi, regroupant la maison civile (entre 1 000 et 2 000 personnes) et la maison militaire, cette dernière relevant cependant pour l'essentiel du secrétaire d'État à la Guerre. 

### Liste depuis 1570[1]
- 1570 - 27 novembre 1579 : Simon Fizes de Sauve
- 1579 - 8 septembre 1588 : Villeroy Brulard [réf. souhaitée]
- 1579 - 8 septembre 1588 : Claude Pinard, seigneur de Comblisy et de Cramailles
- 15 septembre 1588 - 6 novembre 1613 : Martin Ruzé, seigneur de Beaulieu
- 6 novembre 1613 - 17 janvier 1638 : Antoine de Loménie (survivancier le 4 mars 1606)
- 17 janvier 1638 - février 1643 : Henri Auguste de Loménie, sieur de Brienne (survivancier le 12 août 1615)
- 20 février 1643 - 16 février 1669 : Henri du Plessis-Guénégaud, sieur du Plessis-Belleville
- 16 février 1669 - 6 septembre 1683 : Jean-Baptiste Colbert, également contrôleur général des finances
- 6 septembre 1683 - 3 novembre 1690 : Jean-Baptiste Colbert, marquis de Seignelay (survivancier en 1672)
- 6 novembre 1690 - 5 septembre 1699 : Louis Phélypeaux (1643-1727), comte de Pontchartrain
- 6 septembre 1699 - 7 novembre 1715 : Jérôme Phélypeaux, comte de Pontchartrain (survivancier le 27 septembre 1693)
- 1715 - 1718 : Louis Phélypeaux (1643-1725), marquis de La Vrillière [réf. souhaitée] (survivancier en 1715)
- 30 mars 1718 - 20 avril 1749 : Jean Frédéric Phélypeaux, marquis de Maurepas
- 20 avril 1749 - 20 juillet 1775 : Louis Phélypeaux (1705-1777), marquis (1725) puis duc (1770) de La Vrillière, comte de Saint-Florentin (survivancier le 17 février 1723)
- 20 juillet 1775 - 12 mai 1776 : Chrétien-Guillaume de Lamoignon de Malesherbes
- 12 mai 1776 - 18 novembre 1783 : Antoine-Jean Amelot de Chaillou
- 18 novembre 1783 - 26 juillet 1788 : Louis Auguste Le Tonnelier de Breteuil
- 26 juillet 1788 - 11 juillet 1789 : Pierre-Charles Laurent de Villedeuil

## Monarchie constitutionnelle
- 19 juillet 1789 - 25 janvier 1791 : François-Emmanuel Guignard, comte de Saint-Priest.
- 26 janvier 1791 - 10 aout 1792 : Arnaud de La Porte

## Restauration
- 29 mai 1814 - 20 mars 1815: Pierre Jean Casimir, duc de Blacas d'Aulps
- 21 mars 1815 - 7 juillet 1815 : comte de Montalivet, intendant général
- 9 juillet 1815 : duc de Richelieu, ministre, qui n'a pas accepté
- 15 septembre 1815 - 1er novembre 1820 : comte de Pradel, directeur général du ministère de la Maison du roi
- 1er novembre 1820 -  4 août 1824 : Jacques Alexandre Law de Lauriston
- 4 août 1824 -  4 janvier 1828 : Ambroise-Polycarpe de La Rochefoucauld, duc de Doudeauville.

## Monarchie de Juillet
Louis-Philippe n'a pas de maison. Il n'y a donc pas, sous la monarchie de Juillet, de ministre de la maison du roi. En revanche, il y a un intendant général de la liste civile, qui n'est pas membre du gouvernement.
- 10 octobre 1830 - 2 novembre 1830 : Camille de Montalivet (intendant provisoire de la dotation de la Couronne)
- 2 novembre 1830 - 10 octobre 1832 : Agathon Jean François Fain
- 10 octobre 1832 - 22 février 1836 : Camille de Montalivet
- 22 février 1836 - 6 septembre 1836 : Agathon Jean François Fain
- 6 septembre 1836 - 15 avril 1837 : Camille de Montalivet
- 15 avril 1837 - 31 mars 1839 : Pierre-Marie Taillepied de Bondy
- 31 mars 1839 -  2 février 1848 : Camille de Montalivet

## Second Empire
- 14 décembre 1852 - 23 novembre 1860 : Achille Fould
- 4 décembre 1860 - 10 août 1870 : Jean-Baptiste Philibert Vaillant